# Poolbar Festival
Poolbar Festival est un festival musical et culturel d'été fondé en 1994. Le festival se consacre à la musique pop, à la mode, à l’architecture et au design, par des concerts, des courts métrages, des cabarets, du slam, des performances de mode… Le site principal du festival, qui a lieu pendant six semaines en juillet et en août à Feldkirch dans la région du Vorarlberg en Autriche. 

## Histoire
Lancé en 1994 comme une académie artistique d'été, il s'est rapidement transformé en un festival de culture pop à succès et le nom poolbar est devenu une marque de qualité qui fait partie intégrante de la scène artistique, culturelle et festivalière en Autriche et au-delà. Il attire environ 20 000 visiteurs dans l’ancienne piscine située près du centre-ville.  
Outre la musique, le festival a également cultivé d'autres domaines artistiques par le biais d'événements spéciaux et de concours depuis ses débuts dans les années 90. L'une des caractéristiques essentielles du "Poolbar Festival" est le réaménagement annuel des locaux de l'ancienne piscine couverte de Feldkirch.  
En 2013, les mesures déployés pour protéger l'environnement malgré les dimensions considérables du festival ont été récompensés par l'attribution de l'écolabel autrichien et en 2014 par le prix de la protection du climat des Nations unies.
Compte tenu des conditions sanitaires, l'édition 2020 s'est déroulée exclusivement en plein air, sur la terrasse de l'Altes Hallenbad, et dans le Reichenfeldpark qui entoure le parc par la grande prairie qui se trouve devant et sur quelques sites annexes.

## Programmation
- 2006 : Calexico, Vendetta, Trail of Dead, Attwenger, Eagle*Seagull
- 2007 : Shout Out Louds, Kosheen, Final Fantasy, Slut, IAMX
- 2008 : The Wombats, The Notwist, Friska Viljor, Modeselektor, Iron and Wine
- 2009 : Dropkick Murphys, Anti-Flag, Morcheeba, Art Brut
- 2010 : Nada Surf, Juliette Lewis, Flogging Molly, Ebony Bones, Die Goldenen Zitronen
- 2011 : Portugal The Man, The Subways, Molotov, Kettcar, dEUS, Hercules & Love Affair
- 2012 : Marilyn Manson, Regina Spektor, Yann Tiersen, Theophilus London, The Whitest Boy Alive, Gogol Bordello
- 2013 : My Bloody Valentine, Frank Turner, Young Rebel Set, Casper, Bad Religion, Kate Nash
- 2014 : Shout Out Louds, Bonaparte, The Dandy Warhols, Anna Calvi, Maximo Park
- 2015 : Patrice, Wanda, William Fitzsimmons, Elektro Guzzi, Dillon, Darwin Deez, Colour Haze
- 2016 : Nada Surf, Travis, Dispatch, Peaches, Lola Marsh, Bilderbuch
- 2017 : Pixies, Jake Bugg, Sohn, The Naked And Famous, HVOB, Leyya, Conor Oberst
- 2018 : Eels, Ziggy Marley, Shout Out Louds, The Subways
- 2019 : Bilderbuch, Triggerfinger, Xavier Rudd, Keb Mo, Maschek, Vintage caravan
- 2020: Son of A Gun, Mavi Phoenix, Nneka, Fink, Felix da Housecat, MÖWE, Manu Delago
- 2021: James Hersey, Keziah Jones, Alice Phoebe Lou, Mighty Oaks, Milow
- 2022 : Sportfreunde Stiller, Metronomy, Local Natives, Kytes, HVOB, 5/8erl in Ehr'n, Alicia Edelweiss, My Ugly Clementine, Wolf Haas, Alfred Dorfer[6]
- 2023 :  Xavier Rudd, Haiyti, Danger Dan, Symba, Gentleman, Helge Schneider, Heaven Shall Burn, Kruder & Dorfmeister, The Black Angels, The Gardener & The Tree, Sudan Archives, Anger, Bilal, 1000Mods, Oddisee & Good Company Band, Lalalala, Frittenbude, Sharktank, Digitalism, Ernst Molden & Der Nino aus Wien, Porridge Radio, Dives, Benjamin Amaru, Ferge X Fisherman, Mayberg, Salò, Bleed from Within, Russian Circles, Philine Sony, Acid King, Yukno, Charlie Cunningham